# Felizberto Araújo Duarte

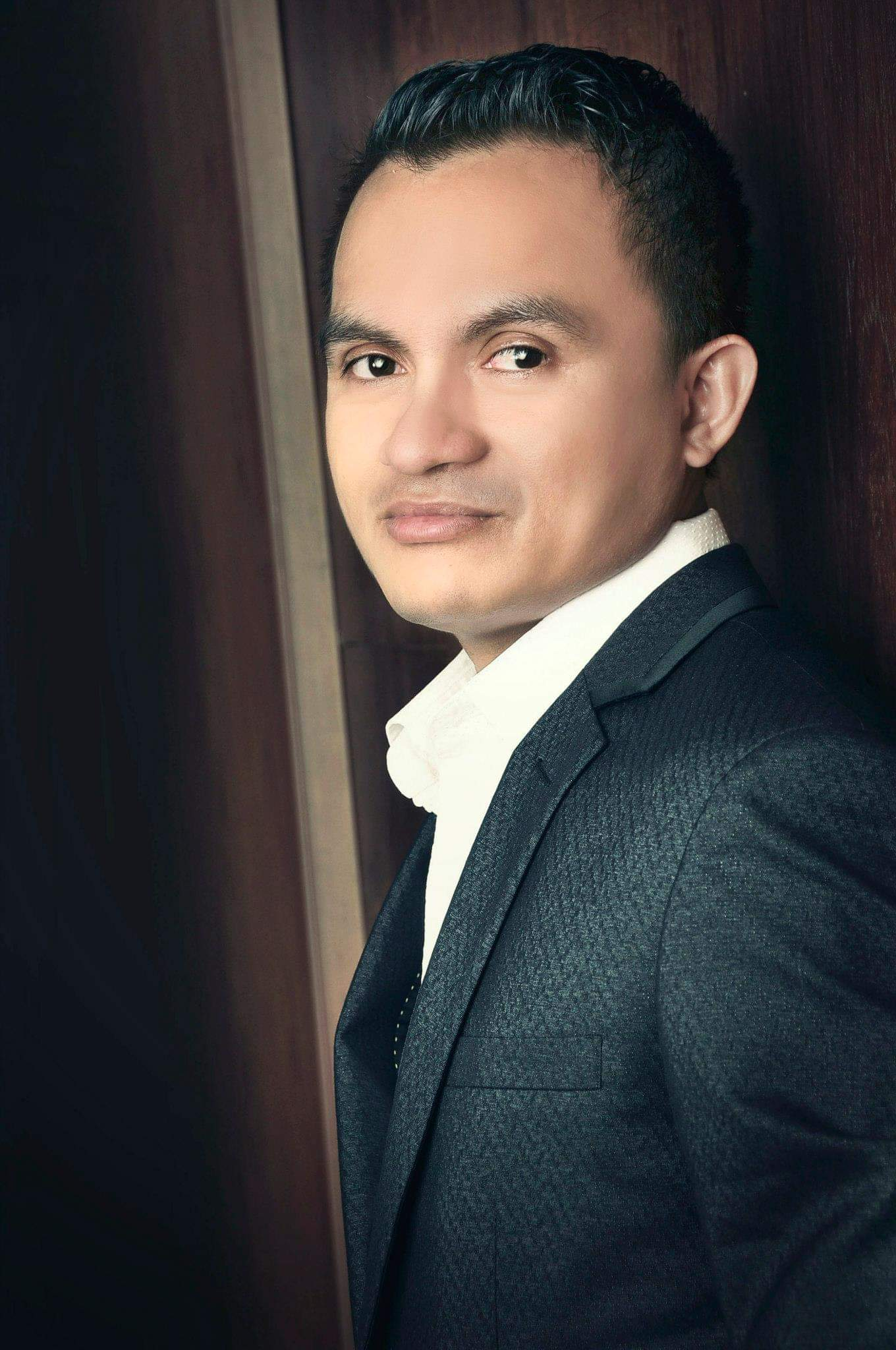
Felizberto Araújo Duarte

Felizberto Araújo Duarte (* 1. Juni 1978 in Osttimor), Spitzname Tony, ist ein Beamter aus Osttimor.

## Werdegang
Duarte ist der Sohn vom Unabhängigkeitsaktivisten Matias Gouveia Duarte (Kampfname Hunuk). Mehrmals wurde Felizberto als Kind zusammen mit seiner Mutter 1991 von den Indonesiern verhört. Der Vater verbrachte ein Zeit im Gefängnis und verschwand im September 1999 während der letzten Gewaltwelle der Indonesier. Die Familie stammt aus Same (Manufahi) und gibt an, verwandt mit dem Liurai Boaventura zu sein.
Duarte erhielt einen Master of Public Policy mit Spezialisierung auf öffentliche Finanzen, Sozialpolitik, Regionalentwicklung und Umweltpolitik am Korea Development Institute (KDI School) in Sejong (Südkorea). Er postgraduierte in öffentlichem Recht (Verfassungs-, Verwaltungs- und Steuerrecht) an der Pontifícia Universidade Católica do Rio Grande do Sul (PUCRS) in Porto Alegre (Brasilien). Ein Graduiertenzertifikat in Organisationsmanagement bekam Duarte an der Queen’s University von Belfast (Vereinigtes Königreich) und einen Bachelor of Business Banking and Finance von der Victoria University von Melbourne (Australien). Schließlich wurde Duarte ein Diplom für Finanzdienstleistungen von der Australian Financial Market Association (AFMA) in Australien verliehen.

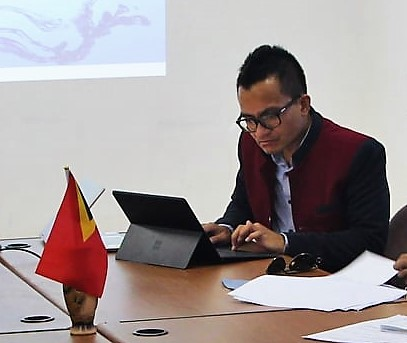
Felizberto Araújo Duarte (2021)

Am  9. April 2008 wurde Duarte zum Nationaldirektor für die Verwaltung im Außenministerium Osttimors ernannt. Danach wurde er Berater bei Idelta Maria Rodrigues, Staatssekretärin für die Förderung der Gleichstellung (SEPI) in der IV. und Stabschef und leitender Berater bei Veneranda Lemos Martins, der osttimoresischen Staatssekretärin für die Unterstützung und Förderung des Privatsektors (SEAPRI) in der V. Regierung Osttimors. Duarte war außerdem Präsident der Agência Especializada de Investimento (AEI, heute TradeInvest Timor-Leste), der nationalen Agentur zur Förderung von Investitionen und Exporten aus Osttimor. In dieser Zeit gelang es der AEI Heineken mit einer Produktionsanlage in das Land zu holen, eine der wenigen Industrieanlagen des Landes. Zuletzt war er bei der Autoridade Nacional para Água e Saneamento (Nationale Behörde für Wasser und Abwasser ANAS) als Nationaldirektor für die Verwaltung und Finanzen.
Am 27. Januar 2022 übergab Duarte dem Tribunal de Recurso (deutsch Berufungsgericht) 7000 Unterstützerunterschriften für seine Kandidatur bei den Präsidentschaftswahlen in Osttimor 2022. Der Unternehmer hatte bereits diverse Ämter in der öffentlichen Verwaltung inne. Duarte schied in der ersten Runde der Wahlen aus. Er hatte nur 2.709 Stimmen (0,4 %) erhalten.